# Trolejbusy w Czelabińsku
Trolejbusy w Czelabińsku – system trolejbusowy funkcjonujący w mieście Czelabińsk, stolicy obwodu czelabińskiego w Rosji. Został uruchomiony 5 grudnia 1942 r. Operatorem jest przedsiębiorstwo CzelabGET.

## Linie
Według stanu z września 2020 r. w Czelabińsku kursowało 16 linii trolejbusowych.
| Linia | Trasa                                           |
| ----- | ----------------------------------------------- |
| 2     | CZTZ ↔ PKIO im. Gagarina                        |
| 5     | posiołok AMZ ↔ Żeleznodorożnyj wokzał           |
| 6     | CZTZ ↔ posiołok Pierwooziornyj                  |
| 7     | posiołok AMZ ↔ CZMK                             |
| 8     | PKIO im. Gagarina ↔ CZKPZ                       |
| 10    | ul. Mołdawskaja ↔ Sołniecznyj bierieg           |
| 11    | posiołok AMZ ↔ CZTZ                             |
| 12    | ul. Mołdawskaja ↔ posiołok AMZ                  |
| 14    | PKIO im. Gagarina ↔ CZMK                        |
| 15    | ul. Mołdawskaja ↔ CZMK                          |
| 16    | ŻBI ↔ posiołok AMZ                              |
| 17    | ul. Mołdawskaja ↔ Żeleznodorożnyj wokzał        |
| 19    | TEC-3 – pos. Pierwooziornyj – PKIO im. Gagarina |
| 21    | Żeleznodorożnyj wokzał ↔ TEC-3                  |
| 26    | uł. Mołdawskaja ↔ posiołok Pierwooziornyj       |

## Tabor
Stan z 4 września 2020 r.
| Zdjęcie        | Typ            | Eksploatacja od | Liczba |
| -------------- | -------------- | --------------- | ------ |
|                | ZiU-9          | 1991            | 176    |
|                | ZiU-10         | 1994            | 1      |
|                | BTZ-52011      | 1999            | 1      |
|                | BTZ-5201-03    | 2001            | 3      |
|                | BTZ-5276-01    | 2001            | 2      |
|                | BTZ-5201-01    | 2001            | 1      |
|                | LiAZ-5280      | 2006            | 44     |
| Łączna liczba: | Łączna liczba: | Łączna liczba:  | 228    |